# Preacher (Fernsehserie)
Preacher ist eine US-amerikanische Fernsehserie, die auf dem Sender AMC am 22. Mai 2016 zum ersten Mal ausgestrahlt wurde. Die Serie basiert auf dem gleichnamigen Comic, der von Garth Ennis und Zeichner Steve Dillon geschaffen sowie von dem DC-Label Vertigo vertrieben wurde. Im deutschsprachigen Raum ist die Serie seit dem 30. Mai 2016 bei Amazon Prime Video und seit Ende September 2023 auch bei Netflix abrufbar.
Ende Juni 2016 verlängerte AMC die Serie um eine 13-teilige zweite Staffel. Diese wurde ab dem 25. Juni 2017 ausgestrahlt und ist im deutschsprachigen Raum seit dem 26. Juni 2017 bei Amazon Video abrufbar.
Im Oktober 2017 bestellte AMC eine dritte Staffel der Serie, die zuerst am 24. Juni 2018 ausgestrahlt wurde.
Im November 2018 wurde eine vierte und letzte Staffel in Auftrag gegeben, wobei die Produktion nach Australien verlagert wurde. Diese wurde ab dem 4. August 2019 auf AMC ausgestrahlt und jeweils einen Tag später auf Prime Video veröffentlicht.

## Handlung
Jesse Custer ist ein Prediger in der kleinen Ortschaft Annville in Texas. Er wird von einem mysteriösen Wesen namens Genesis („Kind eines Engels und eines Dämons“) besessen, welches es ihm erlaubt, ungewöhnliche Kräfte zu entwickeln. Mit dieser Kraft versucht er Menschen zu helfen und seine Gemeinde wieder auf den rechten Pfad zu führen. Es stellt sich heraus, dass Gott den Himmel verlassen hat und vermisst wird, sodass Jesse sich auf die Suche nach ihm begibt. Dabei stößt er auf eine weltweit agierende, mächtige Geheimorganisation, welche die Weltherrschaft anstrebt.

## Besetzung und Synchronisation

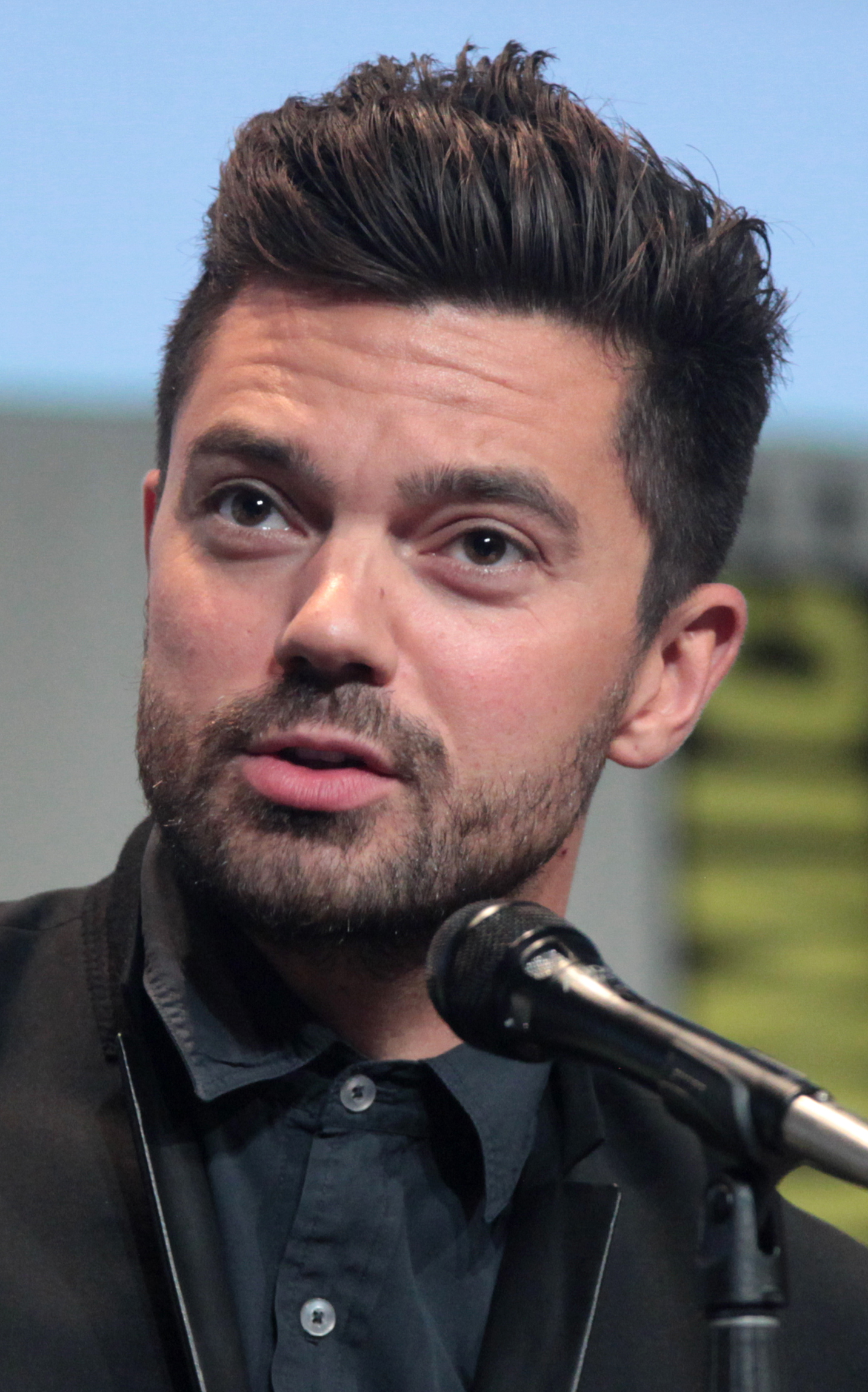
Dominic Cooper spielt Jesse Custer

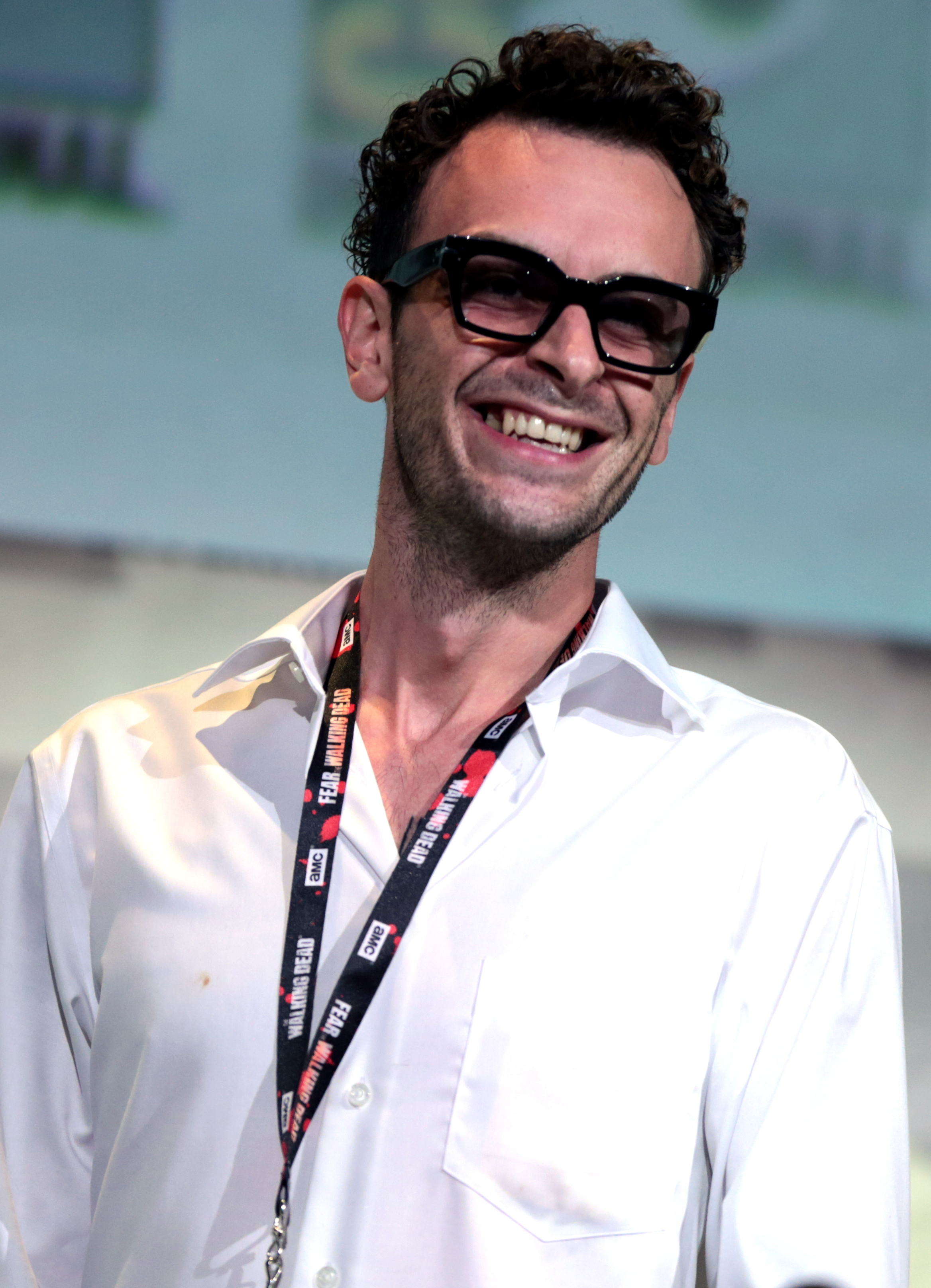
Joseph Gilgun spielt Cassidy

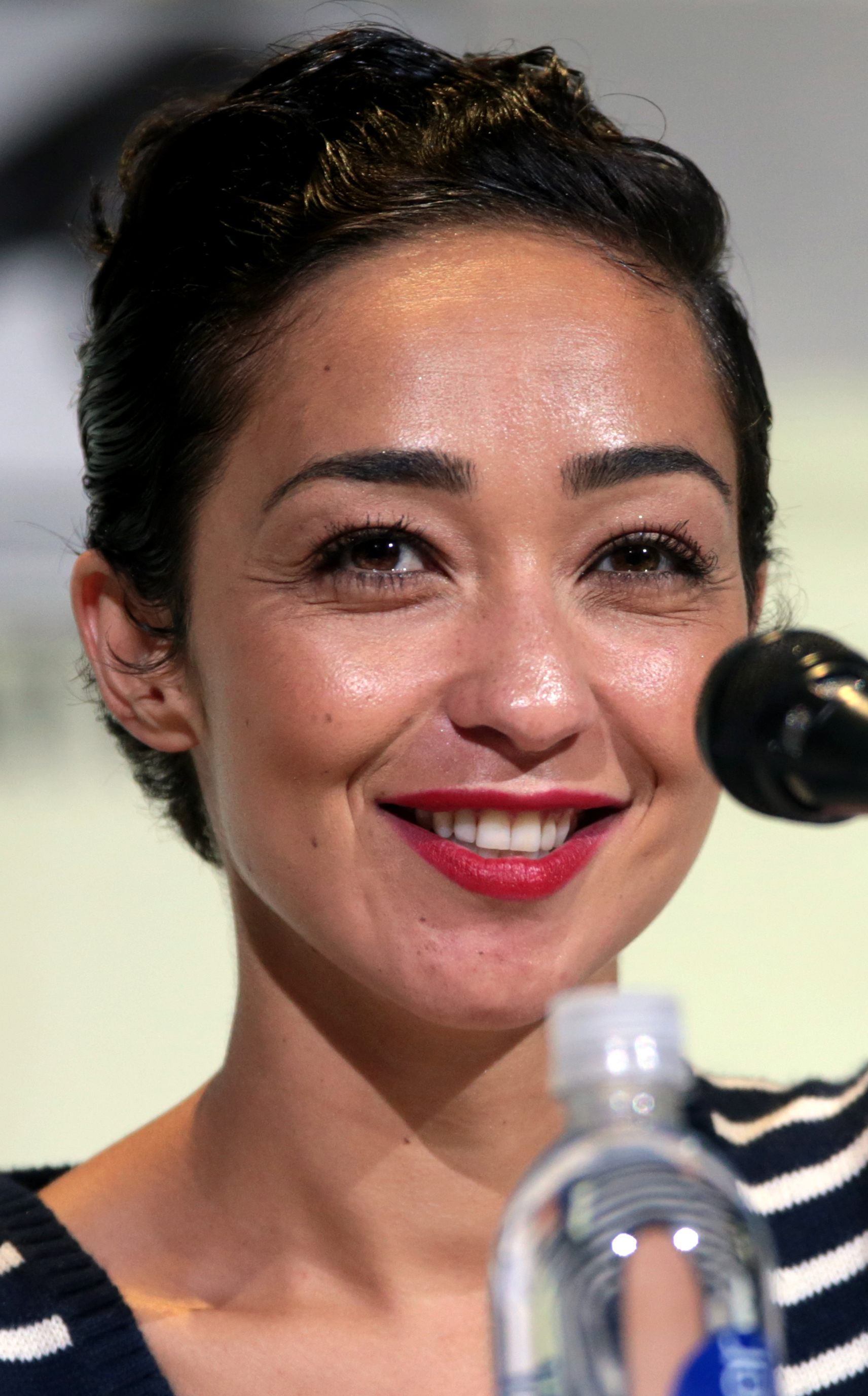
Ruth Negga spielt Tulip O’Hare

Die deutschsprachige Synchronisation der Serie erfolgt durch die Scalamedia in Berlin nach einem Dialogbuch von Paul Kaiser, Christian Schneider, Marcel Kurzidim und Christian Kähler sowie unter der Dialogregie von Tobias Lelle.

### Hauptdarsteller
| Rollenname              | Schauspieler     | Hauptrolle | Nebenrolle             | Synchronsprecher   |
| ----------------------- | ---------------- | ---------- | ---------------------- | ------------------ |
| Jesse Custer            | Dominic Cooper   | 1.01–4.10  |                        | Marios Gavrilis    |
| Cassidy                 | Joseph Gilgun    | 1.01–4.10  |                        | Marcel Collé       |
| Tulip O’Hare            | Ruth Negga       | 1.01–4.10  |                        | Anne Düe           |
| Emily Woodrow           | Lucy Griffiths   | 1.01–1.10  |                        | Marieke Oeffinger  |
| Sheriff Hugo Root       | W. Earl Brown    | 1.01–1.10  | 2.12                   | Hans Hohlbein      |
| Donny Schenck           | Derek Wilson     | 1.01–1.10  |                        | Jaron Löwenberg    |
| Eugene Root             | Ian Colletti     | 1.01–4.10  |                        |                    |
| Fiore                   | Tom Brooke       | 1.01–1.10  | 2.02, 4.07–4.08        | Karlo Hackenberger |
| DeBlanc                 | Anatol Yusef     | 1.01–1.09  |                        | Matti Klemm        |
| Der Heilige der Killer  | Graham McTavish  | 1.02–4.10  |                        | Tilo Schmitz       |
| Herr Klaus Helmut Starr | Pip Torrens      | 2.03–4.10  |                        | Oliver Siebeck     |
| Adolf Hitler            | Noah Taylor      | 2.03–4.10  |                        | Gerrit Hamann      |
| Lara Featherstone       | Julie Ann Emery  | 2.03–4.10  |                        | Diana Borgwardt    |
| T.C.                    | Colin Cunningham | 3.01–3.10  |                        |                    |
| Gran’ma Marie L’Angelle | Betty Buckley    | 3.01–3.10  |                        |                    |
| F.J. Hoover             | Malcolm Barrett  | 3.02–3.10  | 2.03–2.04, 2.08–2.13   | Kevin Kraus        |
| Gott                    | Mark Harelik     | 4.01–4.10  | 1.10, 3.03, 3.05, 3.10 | Jürgen Kluckert    |
| Humperdooh              | Tyson Ritter     | 4.02–4.10  | 2.10, 3.05, 3.08–3.10  | Armin Schlagwein   |
| Jesus Christus          | Tyson Ritter     | 4.02–4.10  | 2.10                   | Armin Schlagwein   |

### Nebendarsteller
| Rollenname                | Schauspieler       | Episoden                          | Synchronsprecher  |
| ------------------------- | ------------------ | --------------------------------- | ----------------- |
| Odin Quincannon           | Jackie Earle Haley | 1.02–1.05, 1.07–1.10              | Tobias Lelle      |
| Miles Person              | Ricky Mabe         | 1.01–1.02, 1.04–1.06, 1.08–1.09   | Dirk Stollberg    |
| Betsy Schenck             | Jamie Anne Allman  | 1.01, 1.05, 1.08, 1.10            | Anita Hopt        |
| Chris Schenck             | Thomas Barbusca    | 1.01, 1.03                        |                   |
| John Custer               | Nathan Darrow      | 1.01, 1.04, 1.07–1.08             | Thomas Schmuckert |
| Tracy Loach               | Gianna LePera      | 1.02–1.03, 1.10, 2.03, 2.08, 2.12 |                   |
| Terri Loach               | Bonita Friedericy  | 1.02–1.03, 1.05, 1.10, 2.03, 2.08 | Karin David       |
| Clive                     | Alex Knight        | 1.02, 1.04, 1.08, 1.10            | Armin Schlagwein  |
| Linus                     | Ptolemy Slocum     | 1.02–1.03, 1.10                   |                   |
| Mr. Murphy                | Tim Ransom         | 1.02, 1.05, 1.09                  |                   |
| MacReady                  | Justice Leak       | 1.05, 1.09                        |                   |
| Carlos                    | Desmin Borges      | 1.03, 1.05, 1.09–1.10             |                   |
| Danni                     | Julie Dretzin      | 1.03, 2.05                        | Daniela Hoffmann  |
| Susan                     | Juliana Potter     | 1.06, 1.09–1.10                   |                   |
| Denis                     | Ronald Guttman     | 2.03–2.13                         | François Smesny   |
| Ms. Mannering             | Amy Hill           | 2.03–2.04, 2.08, 2.11–2.13        |                   |
| Tyler                     | Justin Prentice    | 2.04, 2.08, 2.11                  | Roland Wolf       |
| Viktor Kruglov            | Paul Ben-Victor    | 2.04–2.05                         | Ronald Nitschke   |
| Alison                    | Stella Allen       | 2.04–2.06                         |                   |
| Frankie Muniz             | Frankie Muniz      | 2.04                              |                   |
| Reggie                    | Robbie Tann        | 2.05                              |                   |
| Saltonstall               | Fredric Lehne      | 2.07                              |                   |
| Papst                     | Tom Thon           | 2.10, 2.12                        | Frank-Otto Schenk |
| Erzbischof von Canterbury | David St. James    | 2.10                              |                   |
| Jody                      | Jeremy Childs      | 3.01–3.10                         | Oliver Stritzel   |
| Christina Custer          | Liz McGeever       | 3.01                              | Susanne Geier     |
| Allvater                  | Jonny Coyne        | 3.05–3.09                         |                   |
| Eccarius                  | Adam Croasdell     | 3.05–3.10                         |                   |

## Produktion
Am 16. November 2013 wurde berichtet, dass eine Pilotfolge für die Serie bestellt wurde. Am 9. September 2015 bestellte AMC zehn Folgen für die erste Staffel. Ein Trailer wurde am 1. November 2015 veröffentlicht. Am 14. Mai 2015 schrieb Rogen auf Twitter, dass die Filmarbeiten an der ersten Episode gestartet waren. Des Weiteren schrieb er, dass Evan Goldberg und er sich die Regie für die erste Episode teilen würden. Am 1. April 2016 wurde ein weiterer Teaser veröffentlicht.
Die aus zehn Episoden bestehende erste Staffel wurde vom 22. Mai bis zum 31. Juli 2016 bei AMC ausgestrahlt.
Für die deutschsprachige Ausstrahlung hat Amazon die Rechte erworben und zeigt die Serie seit dem 30. Mai 2016 auf der Onlineplattform Amazon Video. Die Serie ist dort wahlweise als deutsche Synchronisation oder in der Originalsprache verfügbar.

## Rezeption
In Deutschland wurde die Serie weitgehend positiv aufgenommen. Nina Rehfeld schrieb in der FAZ: „Seth Rogen und Evan Goldberg haben [den richtigen Dreh] gefunden, Comic-Fans und Kritik sind gleichermaßen entzückt über den bösen, ironischen Grundton der Serie, aber auch über Action und Tempo, auf die hier so drastisch gesetzt wird, als habe Quentin Tarantino Pate gestanden. […] In „Preacher“ geht es um die Suche nach Gott, die Zukunft des Universums, den Sinn des Lebens und die Apokalypse. Es geht um die Gemeinschaft in einer texanischen Kleinstadt, Johnny Cash und Feminismus. Nicht anders, stellt man sich vor, wäre der legendäre Douglas Adams („Per Anhalter durch die Galaxis“) mit einer solchen Anordnung verfahren.“ Der Kritiker des BR Christian Alt urteilte: „Es gibt beeindruckende Actionszenen, weirde Typen, die aussehen als hätten sie ein Arschloch im Gesicht und Amazonen, die alles kurz und klein ballern. Kurz: "Preacher" ist meine neue Lieblingsserie.“